# Campeonato Regional de Braga
O Campeonato Regional de Braga foi uma competição de futebol portuguesa organizada pela Associação de Futebol de Braga. Era a competição que elegia oficialmente o campeão de futebol do Distrito de Braga, a primeira edição foi na época de 1922–23 e a última na época de 1946–47. Ao longo das duas décadas e meia de história, o torneio teve apenas 3 vencedores diferentes. O maior vencedor é o SC Braga com 13 títulos.

## Vencedores
Fonte: 

### Por época
| Época   | Vencedor   |
| ------- | ---------- |
| 1946–47 | Vitória SC |
| 1945–46 | Vitória SC |
| 1944–45 | Vitória SC |
| 1943–44 | Vitória SC |
| 1942–43 | Vitória SC |
| 1941–42 | Vitória SC |
| 1940–41 | Vitória SC |
| 1939–40 | Vitória SC |
| 1938–39 | Vitória SC |
| 1937–38 | Vitória SC |
| 1936–37 | Vitória SC |
| 1935–36 | SC Braga   |
| 1934–35 | SC Braga   |
| 1933–34 | Vitória SC |
| 1932–33 | SC Braga   |
| 1931–32 | SC Braga   |
| 1930–31 | SC Braga   |
| 1929–30 | SC Braga   |
| 1928–29 | SC Braga   |
| 1927–28 | SC Braga   |
| 1926–27 | SC Braga   |
| 1925–26 | SC Braga   |
| 1924–25 | SC Braga   |
| 1923–24 | SC Braga   |
| 1922–23 | SC Braga   |

### Por clube
| Clube      | Venceu | Época(s) |
| ---------- | ------ | --- |
| SC Braga   | 13     | 1922–23, 1923–24, 1924–25, 1925–26, 1926–27, 1927–28, 1928–29, 1929–30, 1930–31, 1931–32, 1932–33, 1934–35 e 1935–36 |
| Vitória SC | 12     | 1933–34, 1936–37, 1937–38, 1938–39, 1939–40, 1940–41, 1941–42, 1942–43, 1943–44, 1944–45, 1945–46 e 1946–47          |